# الجدفرة (عمد)

تعديل مصدري - تعديل

الجدفرة هي إحدى قرى  بمديرية عمد التابعة لمحافظة حضرموت، بلغ تعداد سكانها 617 نسمة حسب تعداد اليمن لعام 2004.